# Герб на Унгария
Гербът на Унгария е възстановен на 3 юли 1990 г. Представлява щит, състоящ се от две полета, увенчан с короната на Свети Стефан. На дясното поле на щита са изобразени 8 хоризонтални (по 4 червени и 4 сребърни (бели) ивици. В лявото поле има изобразени три хълма, централният е увенчан със златна корона, от която се извисява патриаршески кръст на червено поле.

## История
Червените и сребърни (бели) ивици са взети в унгарския герб от династичния герб на първата унгарска династия на Арпадите, който за първи път е изобразен на печат от 1202 г. Според някои изследователи ивиците символизират 4-те главни унгарски реки: Дунав, Тиса, Драва и Сава. В лявото поле на герба са поставени двоен кръст върху тривърха планина. Двойният (патриаршески) кръст има византийски произход и пристига в Унгария през 1190 г. Тривърхата планина води началото си от 14 век и символизира трите части на Татрите – Татра, Матра и Фатра. През Средновековието изобразените три хълма са официален герб на страната. Сегашната композиция на унгарския герб е от 16 век. Гербът е увенчан с Унгарската света корона, която не е хералдическа, а е част от унгарските кралски регалии и се пази в Унгарския парламент. Короната е направена през 12 век и е един от основните символи на страната и унгарското обединение.

### Исторически унгарски гербове
През 1849 г., година след Революцията от 1848, е обявено детронирането на Хабсбугската династия. Така короната се премахва от герба, като се заменя с лавров венец. Около централния щит е поставен унгарският трибагреник, а над него стоят гербовете на принадлежащите към Кралство Унгария земи – Далмация, Хърватия, Славония, Седмиградско, както и на тези, към които то има претенции – Галиция, Лодомерия, Рашка, Сърбия, „Кумания“, България (след 1202 г. унгарските крале се титулуват и „крале на България“ – звание, което е прикрепено към кралското). Този герб е известен в унгарската история като „герб на Кошут“ и е използван от революционерите.
След падането на режима на Лайош Кошут се възстановява коронованата версия на герба, наричан в унгарската история „коронован малък герб“. Освен този „коронован малък герб“ съществува и „коронован среден герб“ за по-официални случаи, в който се съдържат и умалените образи на гербовете на Трансилвания, Фиюме, Славония, Хърватско, а от 1915 г. – и Босна. Паралелно с тях се използва и общият австро-унгарски герб.
При провъзгласяването на републиката през 1918 г. се приема като официален отново гербът на Кошут. През 1919 г. този герб е премахнат от комунистическото управление на Унгарската съветска република, която обявява за унгарски герб червената звезда. След падането на комунистическото управление на 1 август 1919 г. се връща коронованият малък герб. От 1938 г. започва да се използва отново и паралелено и коронованият среден герб.
На 20 август 1949 г. се създава напълно нов герб от комунистически тип, известен като „герб на Ракоши“. По време на революцията от 1956 г. отново се възстановява гербът на Кошут. След потушаването на революцията се създава отново нов герб („герб на Кадар“), който представлява своеобразна смесица от гербовете на Ракоши и на Кошут.
При падането на комунизма през 1989 г. се водят ожесточени политически спорове коя версия на традиционалния унгарски герб да бъде отново възстановена като официална: герба на Кошут или коронования малък герб. Мнозинството на хората с леви възгледи препочитат герба на Кошут, докато мнозинството на хората с десни възгледи препочитат малкия коронован герб. На края с малко мнозинство при парламентарното гласуване надделява малкият коронован герб с довода, че Унгарската света корона в герба не представлва монархически символ, а символизира унгарската държавност и обединение.

## Галерия
- Гербът на Унгария по време на Арпадовата династия
- Герб на Унгария от печат на Имре
- Герб на Унгария по времето на Бела III
- Гербът на Унгария по време на династия Анжу
- Гербът на Унгария по време на династия Хуняди
- Гербът на Унгария по време на Ягелоновската династия
- Гербът на Кошут
- Среден герб на Кралство Унгария
- Тържествен герб на Австро-Унгария
- Среден герб на Австро-Унгария
- Унгарският герб (1949 – 1956)